# Шабрак
Шабра́к (фр. Chabrac) — коммуна во Франции, находится в регионе Пуату — Шаранта. Департамент — Шаранта. Входит в состав кантона Шабане. Округ коммуны — Конфолан.
Код INSEE коммуны — 16071.
Коммуна расположена приблизительно в 350 км к югу от Парижа, в 80 км юго-восточнее Пуатье, в 55 км к северо-востоку от Ангулема.

## Население
Население коммуны на 2008 год составляло 522 человека.
| 1962 | 1968 | 1975 | 1982 | 1990 | 1999 | 2008 |
| ---- | ---- | ---- | ---- | ---- | ---- | ---- |
| 526  | 548  | 434  | 489  | 494  | 464  | 522  |

## Администрация
| Период | Период | Фамилия           | Партия | Примечания |
| ------ | ------ | ----------------- | ------ | ---------- |
| 1971   | 1995   | Реймон Буни       |        |            |
| 1995   | 2008   | Жан-Клод Виллотре |        |            |
| 2008   | 2014   | Паскаль Канен     |        |            |

## Экономика
В 2007 году среди 308 человек в трудоспособном возрасте (15—64 лет) 224 были экономически активными, 84 — неактивными (показатель активности — 72,7 %, в 1999 году было 63,6 %). Из 224 активных работали 211 человек (119 мужчин и 92 женщины), безработных было 13 (6 мужчин и 7 женщин). Среди 84 неактивных 14 человек были учениками или студентами, 38 — пенсионерами, 32 были неактивными по другим причинам.

## Достопримечательности
- Приходская церковь Нотр-Дам (XII век), бывший монастырь. Исторический памятник с 1965 года[3]
  - Мраморная купель (XIX век). Размеры — 40×55 см. Исторический памятник с 1994 года[4]
- Монастырь Нотр-Дам
  - Кропильница, купель (XIII век). Размеры — 40×60 см, гранит. Исторический памятник с 1933 года[5]

## Фотогалерея

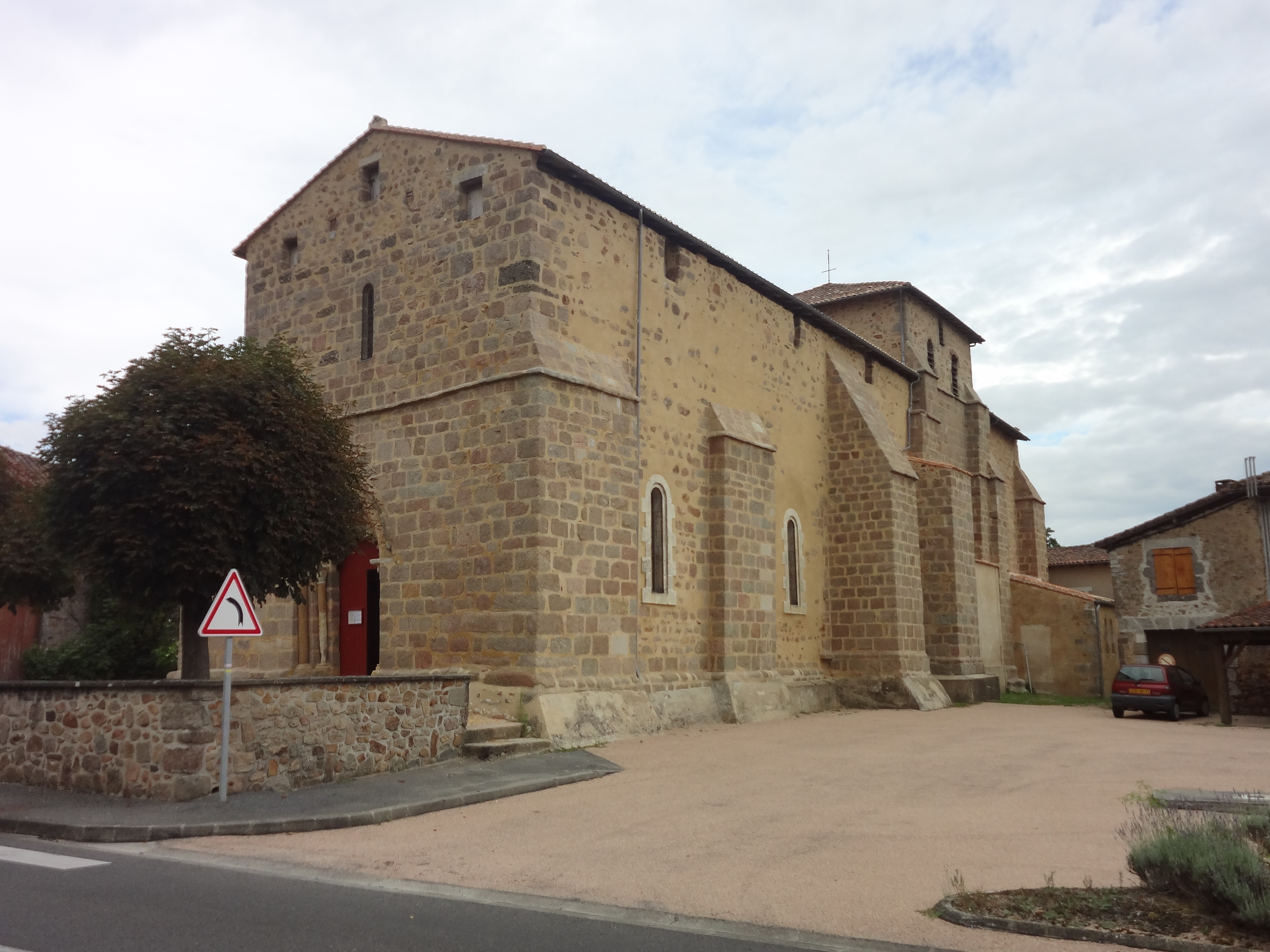
Церковь Нотр-Дам
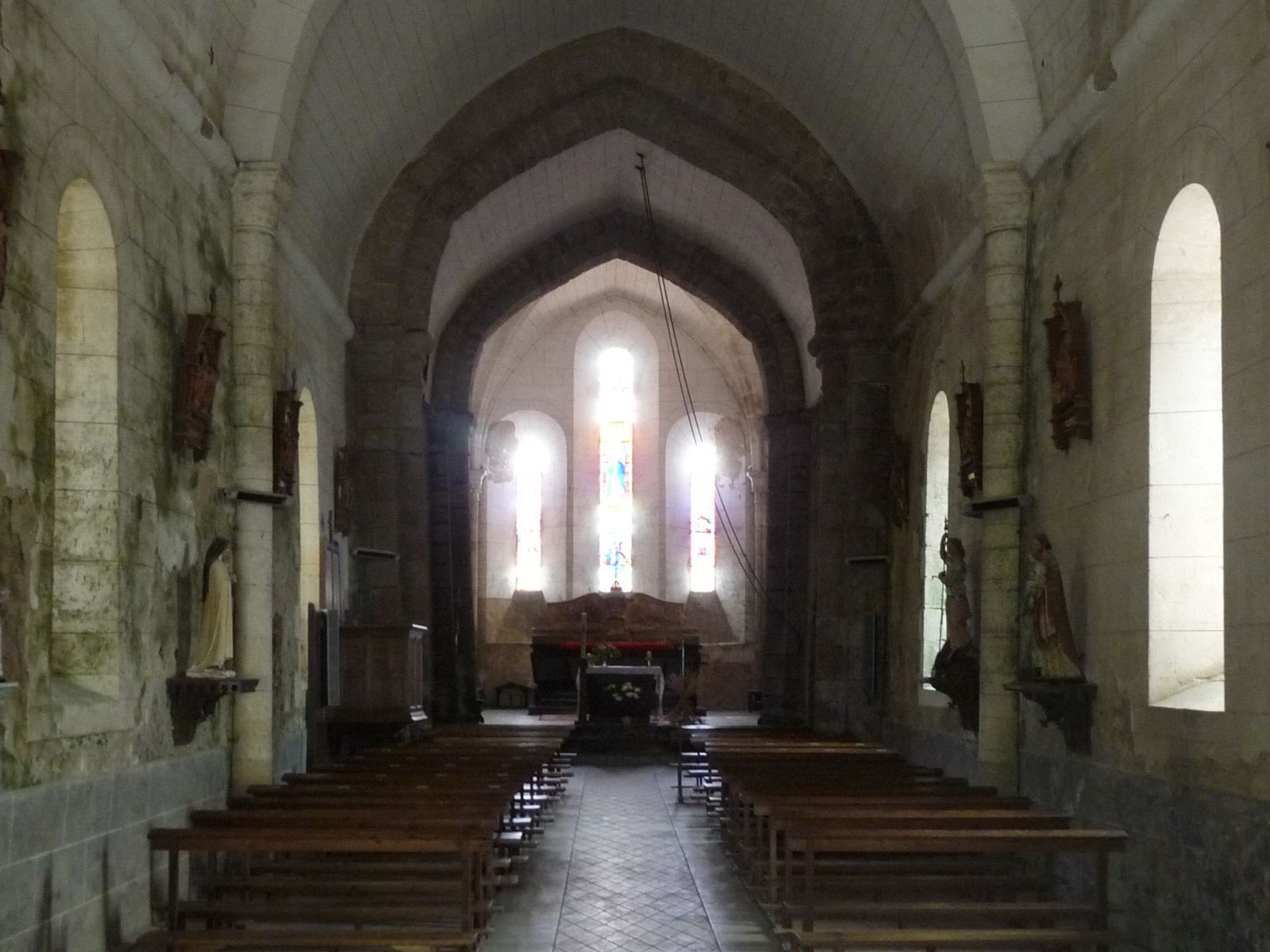
Интерьер церкви Нотр-Дам
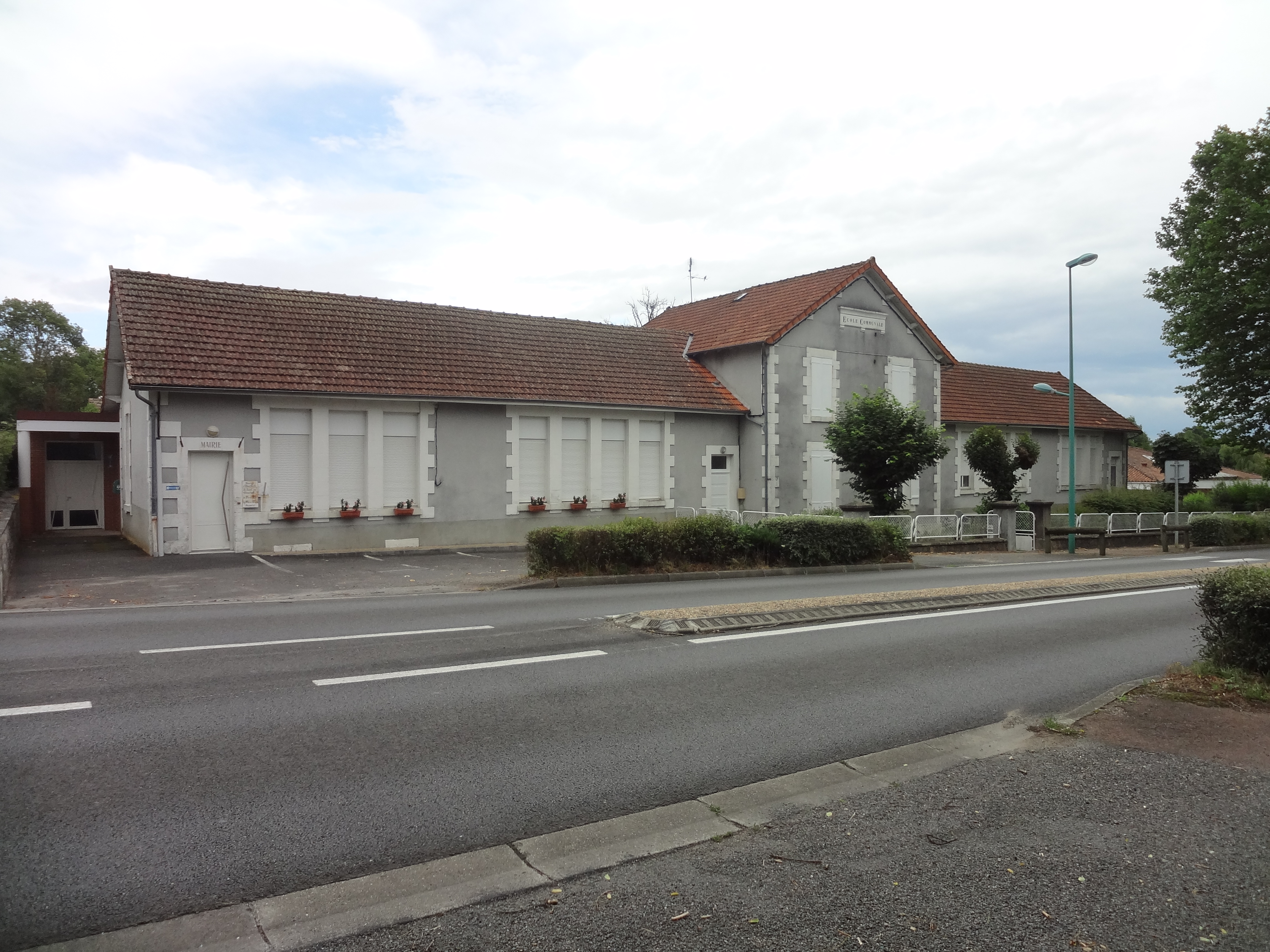
Мэрия-школа
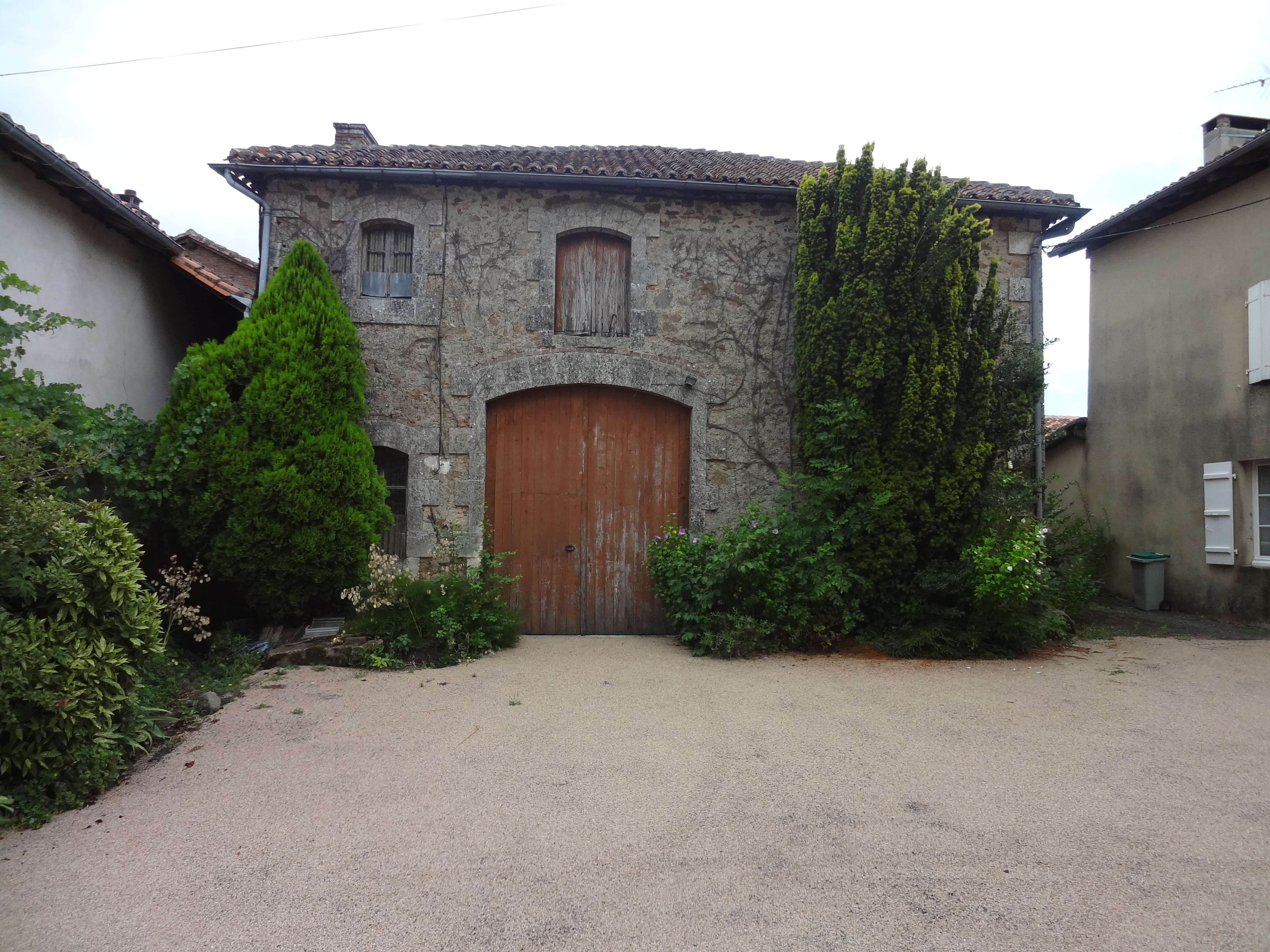
Старый дом